# Bryocrypta angustata
Bryocrypta angustata är en tvåvingeart som beskrevs av Boris Mamaev 1966. Bryocrypta angustata ingår i släktet Bryocrypta och familjen gallmyggor. Inga underarter finns listade i Catalogue of Life.